# Посёлок Базы Отдыха «Красный Октябрь»
Посёлок Базы Отдыха «Красный Октябрь» — населённый пункт Николо-Эдомского сельского округа Артемьевского сельского поселения Тутаевского района Ярославской области .
Посёлок находится на западе сельского поселения, к северо-западу от Тутаева вблизи границы Тутаевского и Рыбинского районов, на правом высоком и обрывистом берегу Волги. Это последний населённый пункт Тутаевского района вверх по правому берегу Волги. Он стоит на расстоянии около 2 км к северо-востоку от федеральной трассы Р151 Ярославль—Рыбинск. К посёлку непосредственно примыкает с дальней от берега стороны деревня Новенькое. Дорога от посёлка к федеральной трассе через деревню Ваулово .
На 1 января 2007 года в посёлке не числилось постоянных жителей . По карте 1975 г. в посёлке жило 10 человек. Посёлок обслуживает почтовое отделение, находящееся в городе Тутаев .